# Cratere Dewar
Dewar è un cratere lunare di 46,31 km situato nella parte sud-occidentale della faccia nascosta della Luna.
Il cratere è dedicato al chimico britannico James Dewar.

## Crateri correlati
Alcuni crateri minori situati in prossimità di Dewar sono convenzionalmente identificati, sulle mappe lunari, attraverso una lettera associata al nome.
| Dewar | Coordinate            | Diametro (in km) |
| ----- | --------------------- | ---------------- |
| E     | 2°15′36″S 167°49′48″E | 13,71            |
| F     | 2°43′48″S 167°36′36″E | 14,04            |
| S     | 3°04′12″S 164°01′12″E | 22,11            |